# 유희왕 고 러시!!
유희왕 고 러시!!(유희왕 GO RUSH!!)는 2022년 4월 3일부터 TV 도쿄 계열에서 방영 중인 』의 애니메이션 시리즈의 8번째 작품이다.

## 등장인물
유디아스 벨갸
성우:란즈베리 아서
오도 유우히
성우:쿠마가이 토시키
오도 유아무
성우:후쿠시마 코코
즈위 죠
성우:에구치 타쿠야